# Flöha
Flöha (česky zastarale Vlha) je velké okresní město v německé spolkové zemi Sasko. Nachází se v zemském okrese Střední Sasko a má přibližně 10 tisíc obyvatel.

## Historie
Založení lesní lánové vsi je historiky kladeno do 12. století, první písemná zmínka (zcu der Flaw) však pochází až z roku 1399. Název Flöha se prvně objevuje až v roce 1728. Roku 1933 získala Flöha status města. Mezi lety 1952 a 1994 byla sídlem stejnojmenného zemského okresu, od 1. dubna 1997 má status velké okresní město.

## Přírodní poměry
Flöha leží severovýchodně od města Chemnitz, s jehož okrajovými částmi také sousedí. Nachází se na úpatí Krušných hor na soutoku řek Flöha a Zschopau. Železniční stanicí Flöha prochází železniční trať Drážďany–Werdau a začínají zde regionální železniční trati Annaberg-Buchholz–Flöha (Zschopautalbahn, tedy Dráha Zschopauského údolí) a Reitzenhain–Flöha (Flöhatalbahn, tedy Dráha Flöhského údolí).

## Správní členění
Flöha se dělí na 2 místní části:
- Falkenau
- Hetzdorf

## Pamětihodnosti
- hetzdorfský železniční viadukt
- kostel svatého Jiří
- budova Gymnázia Samuela von Pufendorf